# Gustav Olin

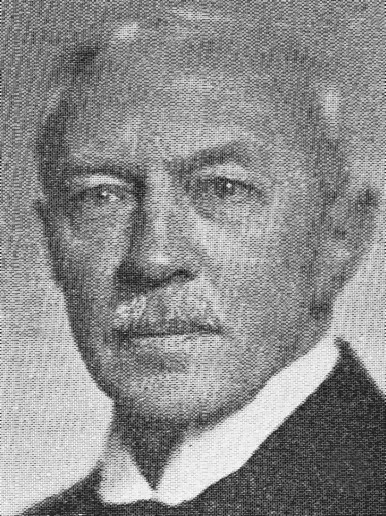
Gustav Olin.

Gustav Olin, ursprungligen Gustaf Olin, född 19 november 1872 i Lund, död 18 januari 1955 i Stockholm, var en svensk jurist. Han var svärson till Anders Henrik Göransson.

## Biografi
Olin blev student vid Lunds universitet 1890, filosofie kandidat 1892 och juris utriusque kandidat 1899. Han blev fiskal i Svea hovrätt 1909 och var hovrättsråd 1911–1935, divisionsordförande 1933–1935. Han innehade åtskilliga uppdrag som berörde lagstiftning och hade förordnanden inom civil- och justitiedepartementen, bland annat ledamot och sekreterare i strafflagskommissionen 1916–1923 samt ledamot i dennas arbetsutskott från 1919. 
Kommissionens "Förslag till strafflag, allmänna delen" (1923) är sålunda undertecknat även av Olin, som däri (sidorna 481–528) angav en delvis avvikande ståndpunkt och sedermera i "Svensk Juristtidning" 1924 skildrade Den svenska strafflagsrevisionen. Tidigare hade Olin tillsammans med Assar Åkerman på offentligt uppdrag utarbetat Promemoria angående lagstiftning om arbetsaftal (1907, omtryckt 1910) samt själv författat Några hufvudpunkter i utländsk lagstiftning angående rättsförhållandet mellan arbetsgifvare och arbetstagare (1908, omtryckt 1910), Kollektivavtalet i den utländska lagstiftningen (1911) och en del tidskriftsartiklar.
År 1950 blev Olin juris hedersdoktor vid Lunds universitet. Han var gift med Carin Göransson (1878–1963) och är begravd på Norra begravningsplatsen utanför Stockholm.